# Diecezja Moundou
Diecezja Moundou – diecezja rzymskokatolicka w Czadzie. Powstała w 1951 jako prefektura apostolska. Diecezja od 1959.
Diecezja liczy około 530 000 mieszkańców, w tym około 180 000 katolików, 25 kapłanów i 65 posługujących mężczyzn i kobiet 9 w 2004 roku).

## Leadership
- Biskupi diecezjalni
  - Bp Joachim Kouraleyo Tarounga (od 2004)
  - Abp Matthias N'Gartéri Mayadi (1990 – 2003)
  - Bp Gabriel (Régis) Balet, O.F.M. Cap. (1985 – 1989)
  - Bp Régis Belzile, O.F.M. Cap. (1974– 1985)
  - Bp Samuel Gaumain, O.F.M. Cap. (1959 – 1974)
- Prefekci apostolscy
  - O. Clément Sirgue, O.F.M. Cap. (1952 – 1959)